# Kristusov krst (Piero della Francesca)
Kristusov krst je slika italijanskega renesančnega mojstra Piera della Francesca. Naslikana v jajčni temperi na dveh ploščah iz topolovega lesa, ima kontroverzno datacijo - nekateri jo imajo za zelo zgodjo, morda 1439, drugi za veliko kasnejšo, okoli leta 1460. V lasti jo ima Narodna galerija v Londonu.
Panel je naročil domnevno približno okoli leta 1440 kamaldolski samostan Sansepolcro v Toskani, danes stolnica v Sansepolcru. Sansepolcro je bilo rojstno mesto Piera della Francesca. Mesto, prikazano na srednji razdalji na sliki, na Kristusovi levi, je lahko Sansepolcro. Njegovo datiranje v zgodnjo kariero Piera della Francesca dokazuje močna povezanost z načinom slikanja njegovega mojstra Domenica Veneziana. Prvotno je bila del triptiha s stranskimi ploščami sv. Petra in sv. Pavla ter predelo Mattea di Giovannija iz začetka 1460-ih, ki je zdaj v umetniški galeriji v Sansepolcro.
Kompozicija je osredotočena na lik Kristusa, ki ga je v reki Jordan krstil [[Janez Krstnik, lik na desni. Za Janezom se moški v belih hlačah, ki je že v vodi, trudi, da bi se rešil spodnje majice. Nad Kristusom je golob, ki predstavlja Svetega Duha, z obliko svojih kratkih kril, podobnih oblakom na nebu. Prvotni okvir triptiha je morda vključeval kroglo nad golobom, ki bi prikazovala Boga Očeta, ki bi s Kristusom in golobom dopolnil Sveto Trojico. Kristusov lik, Janezova roka in skleda ter ptica tvorijo os, ki deli sliko na dva simetrična dela.
Drugi del ustvari oreh na levi, z belim lubjem, ki odmeva belo Kristusovo kožo, in deli sliko glede na zlati rez.
Ravnotežje Janezovemu liku na desni strani, a ločenem od Jezusa z deblom drevesa, so trije angeli na levi, ki so v drugačnih oblačilih. V odmiku od tradicionalne ikonografije angeli ne podpirajo Kristusovih oblačil, ampak se držijo za roke. To bi lahko bilo aluzija na sodobni Florentinski koncil (1431–45), katerega cilj je bil poenotenje zahodne in vzhodne cerkve. Menih in teolog iz Kamaldule, sveti Ambrož Traversari (+1439), ki je bil generalni prior kamaladolske kongregacije, je močno podpiral zvezo. Takšno simboliko predlaga tudi prisotnost figur, oblečenih po orientalsko, za neofitom na desni, ki jih običajno razlagajo kot bizantinske dostojanstvenike. Tudi trije angeli bi lahko predstavljali tri vidike Svete Trojice.
Piero della Francesca je v svojih časih slovel kot avtoriteta perspektive in geometrije: njegovo pozornost na temo kažejo Janezova roka in noga, ki tvorita dva enako velika kota.
Samostan v Sansepolcru je bil razpuščen v 1860-ih, sliko pa je leta 1861 kupila Narodna galerija v Londonu.